# غاري تي سميث
غاري تي سميث (بالإنجليزية: Gary T. Smith)‏ هو كاتب سيناريو ومخرج أمريكي، ولد في 30 أكتوبر 1954 في أتلانتا في الولايات المتحدة.

## وصلات خارجية
- غاري تي سميث على موقع IMDb (الإنجليزية)
- غاري تي سميث على موقع كينوبويسك (الروسية)